# Nicolás Benedetti
Nicolás Benedetti Roa (Cali, Colombia; 25 de abril de 1997) es un futbolista colombiano, juega como centrocampista y su equipo es el Mazatlán Fútbol Club de la Primera División de México.

## Trayectoria

### Deportivo Cali
Nicolás Benedetti debutó con el Deportivo Cali el 15 de julio de 2015 a los 80 minutos frente al Boyacá Chico por los Octavos de final de la Copa Colombia, siendo el entrenador "Pecoso" Castro el encargado de brindarle esa oportunidad en el que ganarían 2 por 0, tres días después el sueño sería completado al marcar su primer gol como profesional debutando en la Categoría Primera A que sellaría la victoria como visitante frente a La Equidad. El 18 de octubre marca el gol de la victoria por la mínima en el clásico frente a Independiente Santa Fe.
Su primer gol del 2016 lo marca el 6 de marzo dándole la victoria 1-0 a su club sobre el Once Caldas. El 17 de marzo debuta internacionalmente en el empate a dos goles frente a Racing Club de Argentina. El 24 de abril marca el único gol de partido en la victoria en cancha del Deportivo Pasto. Su último gol del año lo hace el 26 de noviembre en la victoria 3 por 1 en condición de visitantes sobre Rionegro Águilas.
El 28 de febrero de 2017 marca su primer gol en torneo de Conmebol, dando la victoria por la mínima sobre Sportivo Luqueño por la Copa Sudamericana 2017. El 19 de marzo marca al último minuto el gol de la victoria 2 por 1 en el Clásico vallecaucano frente al América de Cali, vuelve y marca en el clásico el 11 de junio quedándose con el cupo a la gran final del Torneo Apertura en el que finalmente serían subcampeones. Su último gol del año es en clásico de verdes frente a Atlético Nacional marcando el único gol del partido.
El 14 de febrero de 2018 marca en la goleada 4 por 0 sobre Boyacá Chicó. El 10 de abril marca en la goleada 3 por 0 sobre Danubio FC por la ida de la 2ª fase de la Copa Sudamericana 2018, también marca en el partido de vuelta  en Uruguay donde caen 3-2 clasificando de igual manera en el global. El 12 de mayo le da la victoria a su club 1-0 en el clásico verde sobre Atlético Nacional. El 2 de agosto marca de tiro penal en los últimos minutos el gol para la victoria 2 a 1 sobre Club Bolívar como visitantes, clasificando en un global de 6-1 por la Copa Sudamericana, siendo la primera vez que un equipo colombiano gana en la altura de La Paz.

### Club América
El 30 de enero de 2019 se confirma su traspaso por el 75% de sus derechos deportivos al Club América de la Primera División de México. Hace su debut el 5 de febrero en la victoria 3 por 1 sobre Club Necaxa ingresando en el segundo tiempo. Es titular en su equipo por la Copa MX contra Pachuca el 26 de febrero, anotando de cabeza su primer gol con las Águilas. Asimismo, vuelve a anotar el 13 de marzo en Copa contra su clásico rival, el Guadalajara, tras un contragolpe que él mismo inició, para darle a su equipo el pase a semifinales.[actualizar]

## Selección nacional

### Selección mayor
El 28 de agosto de 2018 recibe su primera convocatoria a la Selección Colombia para los amistosos ante la selección de Venezuela y la Selección Argentina por el DT encargado Arturo Reyes Montero. Debuta el 11 de septiembre en el empate sin goles frente a la Selección Argentina ingresando en el segundo tiempo por Juan Fernando Quintero.

#### Participaciones Sub-23
| Torneo                        | Sede     | Resultado    | Partidos | Goles | Asit. |
| ----------------------------- | -------- | ------------ | -------- | ----- | ----- |
| Preolímpico Sudamericano 2020 | Colombia | Cuarto lugar | 2        | 1     | 1     |

## Estadísticas

### Clubes
Actualizado hasta su último partido disputado el 17 de agosto de 2025.
| Club                      | Div.          | Temporada     | Liga  | Liga  | Liga   | Copas nacionales | Copas nacionales | Copas nacionales | Torneos internacionales | Torneos internacionales | Torneos internacionales | Total | Total | Total  |
| Club                      | Div.          | Temporada     | Part. | Goles | Asist. | Part.            | Goles            | Asist.           | Part.                   | Goles                   | Asist.                  | Part. | Goles | Asist. |
| ------------------------- | ------------- | ------------- | ----- | ----- | ------ | ---------------- | ---------------- | ---------------- | ----------------------- | ----------------------- | ----------------------- | ----- | ----- | ------ |
| Deportivo Cali · Colombia | 1.ª           | 2015          | 16    | 3     | 3      | 4                | 0                | 0                | —                       | —                       | —                       | 20    | 3     | 3      |
| Deportivo Cali · Colombia | 1.ª           | 2016          | 26    | 5     | 0      | 5                | 1                | 0                | 2                       | 0                       | 0                       | 33    | 6     | 0      |
| Deportivo Cali · Colombia | 1.ª           | 2017          | 40    | 6     | 10     | 7                | 1                | 0                | 3                       | 2                       | 0                       | 50    | 9     | 10     |
| Deportivo Cali · Colombia | 1.ª           | 2018          | 36    | 3     | 3      | —                | —                | —                | 8                       | 5                       | 2                       | 44    | 8     | 5      |
| Deportivo Cali · Colombia | 1.ª           | 2019          | 1     | 0     | 0      | —                | —                | —                | —                       | —                       | —                       | 1     | 0     | 0      |
| Deportivo Cali · Colombia | Total club    | Total club    | 119   | 17    | 16     | 16               | 2                | 0                | 13                      | 7                       | 2                       | 148   | 26    | 18     |
| Club América · México     | 1.ª           | C-2019        | 9     | 1     | 1      | 5                | 3                | 1                | —                       | —                       | —                       | 14    | 4     | 2      |
| Club América · México     | 1.ª           | 2019-20       | 9     | 1     | 0      | —                | —                | —                | —                       | —                       | —                       | 9     | 1     | 0      |
| Club América · México     | 1.ª           | 2020-21       | 13    | 1     | 1      | —                | —                | —                | 3                       | 0                       | 0                       | 16    | 1     | 1      |
| Club América · México     | 1.ª           | A-2021        | 9     | 0     | 1      |                  |                  |                  | 2                       | 1                       | 0                       | 11    | 1     | 1      |
| Club América · México     | Total club    | Total club    | 40    | 3     | 3      | 5                | 3                | 1                | 5                       | 1                       | 0                       | 50    | 7     | 4      |
| Mazatlán F. C. · México   | 1.ª           | C-2022        | 17    | 2     | 1      | —                | —                | —                | —                       | —                       | —                       | 17    | 2     | 1      |
| Mazatlán F. C. · México   | 1.ª           | 2022-23       | 29    | 7     | 5      | —                | —                | —                | —                       | —                       | —                       | 29    | 7     | 5      |
| Mazatlán F. C. · México   | 1.ª           | 2023-24       | 9     | 2     | 3      | —                | —                | —                | —                       | —                       | —                       | 9     | 2     | 3      |
| Mazatlán F. C. · México   | 1.ª           | 2024-25       | 19    | 4     | 3      | —                | —                | —                | —                       | —                       | —                       | 19    | 4     | 3      |
| Mazatlán F. C. · México   | 1.ª           | 2025-26       | 5     | 2     | 1      | —                | —                | —                | 3                       | 0                       | 2                       | 8     | 2     | 3      |
| Mazatlán F. C. · México   | Total club    | Total club    | 79    | 16    | 13     | 0                | 0                | 0                | 3                       | 0                       | 2                       | 82    | 16    | 15     |
| Total carrera             | Total carrera | Total carrera | 238   | 36    | 32     | 21               | 5                | 1                | 21                      | 8                       | 4                       | 280   | 49    | 37     |
| 1. 2.                     |               |               |       |       |        |                  |                  |                  |                         |                         |                         |       |       |        |

## Palmarés

### Torneo Nacionales
| Título               | Club         | País   | Año     |
| -------------------- | ------------ | ------ | ------- |
| Copa México          | Club América | México | C-2019  |
| Campeón de Campeones | Club América | México | 2018-19 |

### Distinciones individuales
| Distinción                                 | Año  |
| ------------------------------------------ | ---- |
| Goleador de la Copa Sudamericana (5 goles) | 2018 |